# Glaciar Stancomb-Wills
El glaciar Stancomb-Wills (del inglés: Stancomb-Wills Glacier) es un gran glaciar que vacía sus aguas en la parte oriental del mar de Weddell, al sur de la isla Lyddan en la Antártida. El glaciar fue descubierto durante el trayecto sobre la costa del vuelo del aeroplano LC-130 de la Armada de Estados Unidos el 5 de noviembre de 1967, y fue cartografiado por la United States Geological Survey (USGS) a partir de fotografías obtenidas en el momento del descubrimiento. El nombre fue elegido por el Comité Consultivo sobre Nombres Antárticos (US-ACAN) en 1969.
La lengua del glaciar (75°0′S 22°0′O / -75.000, -22.000), que se proyecta hacia el mar de Weddell, fue descubierta el 15 de enero de 1915 por una  expedición británica dirigida por Ernest Shackleton, quien bautizó el sitio como "promontorio Stancomb-Wills" en honor de Janet Stancomb-Wills, una de las principales financiadoras de la expedición. En 1969, la US-ACAN enmendó el nombre como "lengua del glaciar Stancomb-Wills".
- Datos: Q1515008